# 1,2-エタンジチオール
1,2-エタンジチオール (1,2-ethanedithiol) は、有機硫黄化合物。強い臭いを持つ無色の液体。有機合成におけるビルディングブロックとして、あるいは金属イオンへのキレート配位子として用いられる。消防法に定める第4類危険物 第2石油類に該当する。

## 合成
1,2-エタンジチオールは市販されている。1,2-ジブロモエタンにチオ尿素を縮合させ、生成物を加水分解して得ることができる。

## 用途
1,2-エタンジチオールは有機合成においてアルデヒドやケトンを保護して 1,3-ジチオランの形で保護する際に用いられる。
このような保護は、他の 1,2-ジチオールや 1,3-ジチオールによっても施すことができ、それぞれ 1,3-ジチオラン環、1,3-ジチアン環（6員環）を与える。エチレングリコールなども同様にカルボニル基を保護して 1,3-ジオキサラン環とすることができる。しかしアルデヒドを保護した 1,3-ジチオラン環の場合に 1,3-ジオキサラン環と大きく異なるのは、前者は硫黄に挟まれた C-H 水素を強塩基で引き抜き、求電子剤と結合させられる点である。